# Gezondheidsrecht
Het gezondheidsrecht is vooral een onderdeel van het burgerlijk recht dat zich onder andere richt op de rechten van patiënten, de rechten en plichten van hulpverleners (met inbegrip van hun aansprakelijkheid) en de kwaliteit van de zorg. Ook de wijze waarop gewaarborgd wordt dat goede gezondheidszorg beschikbaar is voor ingezetenen van een land kan tot het gezondheidsrecht worden gerekend. Behalve met het burgerlijk recht strekt het gezondheidsrecht zich ook deels uit tot het strafrecht, wanneer het bijvoorbeeld gaat over euthanasie, hulp bij zelfdoding, of het onbevoegd of ondeskundig optreden van hulpverleners.

## Deelonderwerpen
Gezondheidsrecht in ruime zin omvat verschillende deelgebieden:
- Financiering van de gezondheidszorg;
- Organisatie en planning van de gezondheidszorg;
- Kwaliteit van de gezondheidszorg;
- Medische ethiek.

## Regeling van deze deelgebieden in Nederland

### Financiering van de gezondheidszorg
De gezondheidszorg wordt in Nederland deels privaat, deels publiek gefinancierd. Door de Zorgverzekeringswet (Zvw) zijn sinds 1 januari 2006 de bestaande ziekenfondsen en particuliere verzekeringen samengevoegd. Sindsdien is in principe iedereen verplicht verzekerd voor ziektekosten. De zorgverzekeraars zijn zelfstandige organisaties, meestal zonder winstoogmerk.
Sommige vormen van zorg (zoals de verpleeghuizen) worden op grond van de Wet langdurige zorg (Wlz) betaald uit een volksverzekering; de openbare gezondheidszorg wordt door de overheid gefinancierd. In al deze gevallen kan het voorkomen dat patiënten of cliënten een eigen bijdrage moeten betalen of eigen risico.
Andere wetten op het terrein van de financiering van de zorg, zijn de Wet maatschappelijke ondersteuning (WMO), de Wet tarieven gezondheidszorg (Wtg), de Wet geneesmiddelenprijzen en de Wet op de zorgtoeslag die de zorgtoeslag regelt.

### Organisatie en planning van de gezondheidszorg
De wetgeving die gaat over de organisatie/planning van de gezondheidszorg, zijn onder andere: de Infectieziektenwet, de Gezondheidswet, de Wet op de bijzondere medische verrichtingen (Wbmv), de Wet toelating zorginstellingen (WTZi), de Opiumwet, de Wet op de medische hulpmiddelen, de Wet op het bevolkingsonderzoek en de Tijdelijke Wet Ambulancezorg (Twaz).

### Kwaliteit van de gezondheidszorg
Om de kwaliteit van de gezondheidszorg te waarborgen, heeft de overheid een aantal wetten opgesteld. De belangrijkste wet op dit terrein is de Wet op de beroepen in de individuele gezondheidszorg (Wet BIG), waarbij een aantal medische beroepsgroepen verplicht zijn zich te registreren. Wanneer ze zonder zo'n registratie werkzaam zijn, zijn ze strafbaar. 
Andere wetten op dit terrein zijn: de Wet kwaliteit klachten en geschillen zorg (Wkkgz), Wet verplichte ggz (Wvggz), Wet zorg en dwang (Wzd), de Wet op de geneeskundige behandelingsovereenkomst (WGBO), de Wet op de medische keuringen (Wmk) en de Geneesmiddelenwet.

### Medische ethiek
Er zijn allerlei regels opgesteld om de ethiek te waarborgen bij abortussen in de Wet afbreking zwangerschap, medische experimenten in de Wet medisch-wetenschappelijk onderzoek bij mensen, orgaandonatie in de Wet op de orgaandonatie (Nederland), euthanasie + hulp bij zelfdoding in de Wet toetsing levensbeëindiging op verzoek en hulp bij zelfdoding, het omgaan met overledenen in de Wet op de lijkbezorging, medische keuringen in de Wet op de medische keuringen, kunstmatige inseminatie in de Wet donorgegevens kunstmatige bevruchting, het omgaan met foetussen in de Wet foetaal weefsel en de Wet inzake handelingen met geslachtscellen en embryo's en lichaamsmateriaal in de Wet veiligheid en kwaliteit lichaamsmateriaal. 
De medische ethiek heeft raakvlakken met de medische biotechnologie.

### Gezondheidszorg in het strafrecht
Euthanasie en hulp bij zelfdoding zijn nog steeds strafbaar, tenzij de arts aan een strafuitsluitingsgrond voldoet, zoals vermeld in het Wetboek van Strafrecht (Sr) in de artikelen 293 lid 2 Sr (euthanasie) en art. 294 lid 2 Sr (hulp bij zelfdoding). De arts moet aan de zorgvuldigheidseisen voldoen die vermeld staan in art. 2 van de Wet toetsing levensbeëindiging op verzoek en hulp bij zelfdoding. Verder moet hij melding doen aan de lijkschouwer (art. 7 lid 2 Wet op de lijkbezorging). 
Op euthanasie staat een gevangenisstraf van maximaal twaalf jaren en/of geldboete van de vijfde categorie (max. 45.000 euro). Op hulp bij zelfdoding staat een gevangenisstraf van maximaal drie jaren en/of geldboete van de derde categorie (max. 4500 euro). 
Beide delicten vallen onder de categorie misdrijf.

## Websites
- Gezondheidsrecht-website Healthlaw.nl
- Website van de Vereniging voor Gezondheidsrecht